# Karel Vašátko
Karel Vašátko (13. července 1882 Litohrady – 9. ledna 1919 Čeljabinsk) byl hrdina bitvy u Zborova a podplukovník.

## Život

### Mládí
Narodil se v rodině Jana Vašátka a jeho druhé ženy Kristiny Biedermannové jako sedmý z 11 dětí, z nichž jen 6 se dožilo dospělosti. Z prvního manželství jeho otce s Annou Rolečkovou měl ještě dvě starší nemanželské sestry.
Navštěvoval základní školu v Solnici. Ve čtvrté třídě byl poslán na výměnný pobyt do pohraničí pro osvojení němčiny. Od března do července 1894 bydlel v rodině rolníka Schmoranze v Popelově a navštěvoval německou školu v Nebeské Rybné.
Od následujícího školního roku navštěvoval gymnázium v Rychnově nad Kněžnou, kam docházel celých 8 let každodenně pěšky (5 km).
Pro dobré studijní výsledky měl zájem pokračovat na některé vysoké škole, ale nejprve si odbyl roční vojenskou službu.

### Vysokoškolská studia
Přestože měl vztah k zemědělství, navíc vlivem strýcova přesunu do Volyně obdivoval tehdejší ruské možnosti a patrně snil o podobné budoucnosti, na hospodářskou školu by se nevztahovalo stipendium, které měl možnost získat. Tehdy se nechal strhnout všeobecným zájmem o studia práv a roku 1903 se na ně také zapsal. Po dvou semestrech, kdy se začaly objevovat náznaky, že by díky přebytku právníků na pracovním trhu nemusel nalézt uplatnění, přestoupil na filozofickou fakultu. Zde studoval dějepis a zeměpis. Po ukončení studií roku 1907 se však ukázalo, že i absolventů tohoto oboru je nadbytek a dlouho se mu nedařilo nalézt uplatnění.

### Přesun do Ruska
Roku 1911 se rozhodl k vycestování do Ruska s cílem získat pozici středoškolského učitele cizích jazyků. Ale napřed si ještě rok zdokonaloval francouzštinu a němčinu a k tomu si přibral ruštinu. Zároveň si přes příbuzné zkoušel zajistit v Rusku nějaké zázemí. Nakonec byl pozván strýcem na pronajatý velkostatek ve volyňské Vyliji.
Za strýcem dorazil v březnu 1912. Zde se stal záhy správcem a přešla na něho většina strýcových povinností. Na zdokonalování jazyků, tak aby mohl získat vysněnou pozici učitele, mu nezbývalo mnoho času. Jeho plány mu ale v roce 1914 překazila válka.

### Vojenská kariéra
Na začátku války byl spolu se strýcem jako rakousko-uherský příslušník zatčen a vláčen celý měsíc po různých věznicích.
Po propuštění se jako dobrovolník přihlásil do České družiny v Kyjevě, která bojovala po boku ruské armády. V listopadu přichází na frontu a účastní se řady bojů na frontové linii při postupu do západní Haliče směrem na Krakov. V lednu 1915 byla Česká družina doplněna o další legionáře. Tehdy se zdržovala v prostoru Dunajce a Biele vody. Během února začal jejich přesun na jih do Karpat. Při zastávce v Pilznu byl Vašátko vyznamenán stříbrným křížem sv. Jiří 4. stupně za hrdinské činy v době rozvědek na Dunajci.
Významný úspěch dosáhla jeho rota při ruském útoku u Stebnícké Huti 3. dubna 1915, kdy se jí podařilo zajmout část 28. pěchotního pluku. Za úspěchem stála kvalitní práce rozvědky vedená četařem Šípkem a dobrovolníkem Vašátkem. Oba se výborně doplňovali a společně s 10 dalšími vytvořili tzv. Železnou partu, neoficiální oddíl v rámci čety. Když Šípek nedlouho poté padl, převzal vedení party Vašátko.
Když 2. května 1915 Němci prolomili ruskou frontu u Gorlice a udeřili na ruskou armádu v Karpatech, byl jedním z hlavních, kteří vedli rychlý a vyčerpávající ústup 49. divize ruské armády s oddílem České družiny, díky čemuž unikli zajetí.
Během léta 1915 byla ruská armáda nucena ustupovat dále do vnitrozemí ruského Polska. V červnu byl povýšen ze střelce na desátníka. V záři byl vyznamenán podruhé křížem sv. Jiří 4. stupně za mužnost a chrabrost. Zároveň byl vyznamenán zlatým křížem sv. Jiří 3. stupně za účast při zajetí pražského pluku.
V další fázi 3. ruská armáda zaujala obranné pozice na řece Poru a na Wieprzi. Za výboje a úspěšné rozvědky získává Vašátko nejprve stříbrnou medaili sv. Jiří 4. stupně a následně zlatý kříž sv. Jiří 2. stupně za odvážné přepadení rakouské přesily, kdy s dalšími třemi druhy zajali 32 Rakušanů.
Během dalšího ústupu se během srpna podílel na četných rozvědkách na řece Ikvě v prostoru Mlyniva a dále v okolí Horodyšče. Odtud na podzim odpochodovali směrem do Klevaně se zastávkou v Rudočce. I zde se Vašátko vyznamenal, když při rozvědce zajal nepřátelskou stráž. Za tento čin získal stříbrnou medaili sv. Jiří 3. stupně.
Rozkazem z 1. ledna 1916 se stává četařem. V noci z 2. na 3. ledna při rozvědce v okolí Rudočky mezi vsí Stavkem a Chromjakovou vyslídil stanoviště nepřátelské hlídky a vzal do zajetí dva vojáky s plnou zbrojí a ručními granáty. V červnu za tento čin získal třetí stříbrný kříž sv. Jiří 4. stupně.
Koncem ledna byl Vašátko poslán do důstojnického kurzu. Po úspěšném složení důstojnické zkoušky byl v květnu propuštěn na dovolenou ke strýci do Bajbuz v kyjevské gubernii. Během dovolené došlo k přeskupení a přejmenování pluků. Po návratu z dovolené se stal součástí 2. střeleckého pluku. Ale již koncem června byl povýšen na praporčíka a vyslán převzít velení nad českou skupinou asi 30 zajatců v dárnickém zajateckém táboře, která měla za cíl provádět výzvědnou činnost. V Dárnici se setkal se svým nejmladším bratrem, který padl do zajetí už v roce 1914, a vzal si jej pod sebe.
Koncem října byl Vašátko povolán do štábu 7. armády a po návratu do Kyjeva přidělen dočasně k 1. záložní rotě. Krátce působil u štábu čs. brigády v Berežnici, kde na protest proti nucenému navštěvování katolických bohoslužeb vstoupil hromadně s dalšími do pravoslavné církve. Při překřtívání přijal jméno Cyril. Na vlastní žádost byl v lednu 1917 zařazen zpět k 1. čs. pluku, který se mezitím z Rudočky přesunul do Vincentova, blíže frontě na řece Stochidu. Zde se opět zapojil do různých rozvědek.
Od března do poloviny května odešla rota na odpočinek. Vašátko v této době podnikl několik náborů v záložním praporu, odkud přivedl celkem 60 nových posil. Po návratu z dovolené byla rota zneklidněna zprávami o vypuklé ruské revoluci. Navíc se kumulovala nespokojenost se stávajícím velitelem. Ten byl nakonec nucen koncem května přepustit velení. Novým velitelem se stal Vašátko.

### Bitva u Zborova
1. června dostává Vašátkova 2. rota příkaz přejít na frontu k Tarnopolu, kde měla spolu s 1. rotou vytvořit údernou Československou brigádu, která byla přidělena 49. sboru ruské armády v Jezierné. To už se schylovalo k bitvě u Zborova. Hlavní úder byl svěřen vybraným granátníkům, druhou vlnu pak tvořila Vašátkova rota. Vašátko vyrazil již s granátníky. Pobízel jak je, tak svou rotu. Za cenu velkých ztrát postupovali vstříc nepříteli. Překonali dvě obranné linie, ale směrem ke třetí Vašátko padá k zemi raněn do hlavy. Třetí linii se podařilo nakonec prolomit díky včasné pomoci ruského batalionu. Nepřítel prchá na celé frontě.
Po několikadenním zápase se smrtí byl Vašátko převezen z polní nemocnice do Kyjeva, kde byl operován. Trepanace lebky byla odložena, takže musel mít hlavu neustále obvázanou kvůli nebezpečí infekce nebo zranění.
Za statečnost získal trojici vyznamenání. Získal řád sv. Stanislava 3. stupně s meči a stuhou, důstojnický řád sv. Jiří 4. stupně a soldatský kříž sv. Jiří 4. stupně, tzv. revoluční kříž Karenského. V říjnu byl pak povýšen na podporučíka.

### Mimo válečnou frontu
Vašátko pobývá v Kyjevě, kde je svědkem bolševického převratu a bojů o město. Na nějaký čas se přesouvá do Pyrjatyna do Odbočky Čsl národní rady, pak pokračuje směrem na Sibiř do Omsku, kde je jmenován personálním referentem čs. armádního sboru. Do Omsku přicházejí koncem května 1918 zneklidňující zprávy o bojích českých jednotek s bolševiky. Vašátko se snaží dostat blíže k dění a přesouvá se do Čeljabinsku, tehdejšího sídla štábu čs. armádního sboru.
Vašátko byl 2. července 1918 ve výroční den bitvy u Zborova povýšen z podporučíka hned na kapitána a potom, 22. srpna, na řadového podplukovníka.
Z pozice své funkce se staral o československé válečné veterány, pro které pořádal mj. výroční setkání. V té době povolává k sobě do Čeljabinsku svého bratra Václava, válečného invalidu.
Později se stal děžurnym generálem, který dostal na starost vojensko-správní záležitosti.
Dostává možnost vrátit se do Čech spolu s dalšími vojenskými invalidy, ale je znepokojen poměry v jeho bývalé rotě, ve které se změnily nálady, a cítí potřebu se k ní vrátit. Zvažuje proto riskantní operaci lebky, která by ho vrátila do normálního života.

### Operace lebky
Do čeljabinské nemocnice přichází 5. ledna 1919 a 6. ledna dopoledne se podrobuje operaci, která trvá 1,5 hodiny. Původní jizva v temenní kosti má velikost 8x4 cm. Po trepanaci lebky je mu otvor vyplněn plastikou. Hned po operaci se probouzí a hovoří. Až do večera nemá obtíže, spí klidně celou noc. Druhý den se objevuje žloutenka, bolest hlavy a ospalost. Odpoledne se dostavují slabé epileptické záchvaty. Večer se stupňují a trvají celou noc. Nemocný nejí ani nepije, jen chvílemi se probírá a hovoří. Další den po převazu přibývá záchvatů i ospalosti. Po obědě má 15min. záchvat, po kterém je mu vyjmuta plastika. Po menších záchvatech následuje extrémní, po kterém mu ochrne půlka těla. Upadá do bezvědomí. Umírá ráno 9. ledna 1919.

### Pohřeb
Pohřben byl 12. ledna 1919 v Čeljabinsku. Koncem srpna 1933 byly ostatky Karla Vašátka převezeny do Československa a dne 1. října 1933 byly slavnostně uloženy v Památníku osvobození v Praze na Vítkově. Díky okupaci spočívá dnes Karel Vašátko na hřbitově v Solnici.